# Pseudopanurgus rufosignatus
Pseudopanurgus rufosignatus är en biart som beskrevs av Cockerell 1949. Pseudopanurgus rufosignatus ingår i släktet Pseudopanurgus och familjen grävbin. Inga underarter finns listade i Catalogue of Life.